# Anthidium bicolor
Anthidium bicolor är en biart som beskrevs av Wu 2004. Anthidium bicolor ingår i släktet ullbin, och familjen buksamlarbin. Inga underarter finns listade i Catalogue of Life.